# Macclenny
Macclenny è un comune degli Stati Uniti d'America, situato in Florida, nella Contea di Baker, della quale è il capoluogo.